# 显子草
显子草（学名：Phaenosperma globosa）为禾本科显子草属下的一个种。